# Norrtäljeån

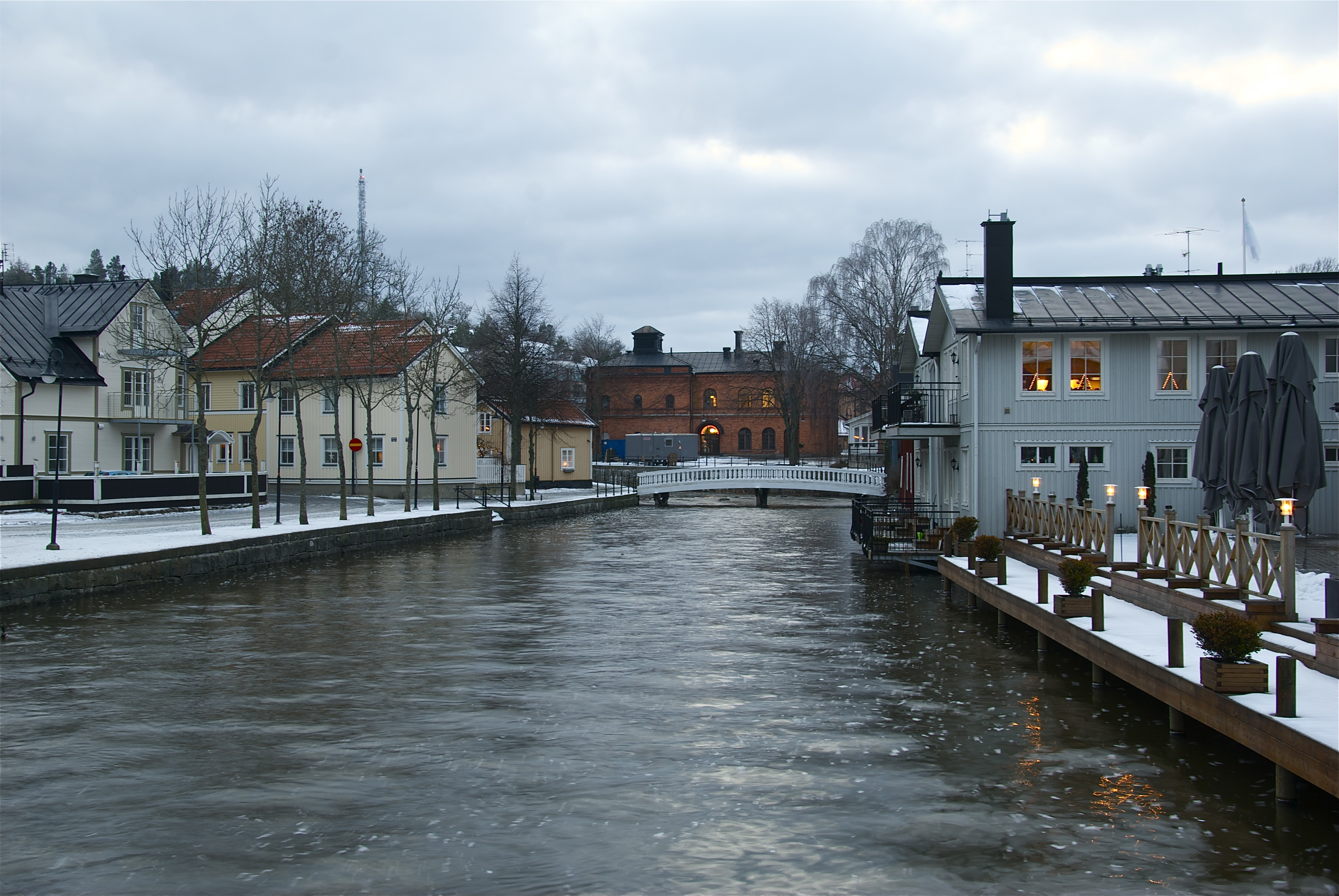
Norrtäljeån nära utloppet i Norrtäljeviken i januari 2012.

Norrtäljeån är ett vattendrag, som rinner genom Norrtälje i Uppland. Ån är 1 750 meter lång, löper från sjön Lommaren i västra delen av staden och mynnar ut i  Norrtäljeviken. Tolv broar (varav några enbart för gående) korsar ån. Havsöring fångas i Norrtäljeån. Åns avrinningsområde är betydligt större och rinner upp i centrala Uppland. Rimbo är största tätort uppströms.